# Oleksandr Petrovskyi
 (février 2024).
La mise en forme du texte ne suit pas les recommandations de Wikipédia : il faut le « wikifier ».
Les points d'amélioration suivants sont les cas les plus fréquents. Le détail des points à revoir est peut-être précisé sur la page de discussion.
- Les titres sont pré-formatés par le logiciel. Ils ne sont ni en capitales, ni en gras.
- Le texte ne doit pas être écrit en capitales (les noms de famille non plus), ni en gras, ni en italique, ni en « petit »…
- Le gras n'est utilisé que pour surligner le titre de l'article dans l'introduction, une seule fois.
- L'italique est rarement utilisé : mots en langue étrangère, titres d'œuvres, noms de bateaux, etc.
- Les citations ne sont pas en italique mais en corps de texte normal. Elles sont entourées par des guillemets français : « et ».
- Les listes à puces sont à éviter, des paragraphes rédigés étant largement préférés. Les tableaux sont à réserver à la présentation de données structurées (résultats, etc.).
- Les appels de note de bas de page (petits chiffres en exposant, introduits par l'outil «  Source ») sont à placer entre la fin de phrase et le point final[comme ça].
- Les liens internes (vers d'autres articles de Wikipédia) sont à choisir avec parcimonie. Créez des liens vers des articles approfondissant le sujet. Les termes génériques sans rapport avec le sujet sont à éviter, ainsi que les répétitions de liens vers un même terme.
- Les liens externes sont à placer uniquement dans une section « Liens externes », à la fin de l'article. Ces liens sont à choisir avec parcimonie suivant les règles définies. Si un lien sert de source à l'article, son insertion dans le texte est à faire par les notes de bas de page.
- La présentation des références doit suivre les conventions bibliographiques. Il est recommandé d'utiliser les modèles {{Ouvrage}}, {{Chapitre}}, {{Article}}, {{Lien web}} et/ou {{Bibliographie}}. Le mode d'édition visuel peut mettre en forme automatiquement les références.
- Insérer une infobox (cadre d'informations à droite) n'est pas obligatoire pour parachever la mise en page.

Pour une aide détaillée, merci de consulter Aide:Wikification.
Si vous pensez que ces points ont été résolus, vous pouvez retirer ce bandeau et améliorer la mise en forme d'un autre article.
 (février 2024).
Oleksandr Petrovskyi, né le 9 juin 1972 à Roustavi, Géorgie, est une personnalité publique et religieuse, un activiste de la diaspora arménienne de la ville de Dnipro, l'un des entrepreneurs les plus prospères d'Ukraine. Président du Fonds caritatif international «Solidarité», qui soutient notamment l'industrie cinématographique nationale,.
Depuis 2014, il est volontaire des Forces armées ukrainiennes,. Il est également le fondateur de l'église arménienne de Grigory Lusovorych dans la ville de Dnipro et président honoraire de l'association géorgienne "Kartuli Suli". Il est un maître honoré des sports d'Ukraine.

## Biographie
Oleksandr est issu de la famille géorgienne anoblie de Narekleshvili, d'origine arménienne. Très jeune, il a déménagé avec sa mère en Ukraine, dans la ville de Dnipro, où il a pris le nom de son beau-père, Petrovskyi.
Dans les années 1990, il a obtenu le titre de maître émérite des sports d'Ukraine en judo, a participé au développement des sports de combat dans la ville de Dnipro et s'est occupé des vétérans du mouvement olympique.
En 2003, il fonde la Fondation caritative internationale « Solidarité » pour soutenir des initiatives humanitaires.
Lors des élections présidentielles ukrainiennes de 2004, il a soutenu des candidats démocrates, ce qui a conduit à des persécutions de la part des forces de l'ordre. Après la victoire de Viktor Ianoukovytch en 2010, il a été contraint de quitter temporairement l’Ukraine. Avec le début de la révolution de la Dignité, Petrovskyi est retourné en Ukraine où, en mars 2014, il a organisé le Centre public de coordination de la résistance aux saboteurs russes dans la ville de Dnipro,.
Après que le danger russe sur le Dnipro ait été éliminé en 2014, Petrovskyi a participé au retour à la propriété de l'État de l'hôpital militaire des forces armées ukrainiennes, qui était sous gage dans une banque russe, et a en fait réorganisé la logistique des urgences. aide aux soldats blessés de la guerre russo-ukrainienne,,,.
Parallèlement, il participe au déploiement d'états-majors de volontaires pour aider le front : grâce au fonds « Solidarité », ils fournissent du matériel au bataillon de volontaires « Dnipro-1 ». Depuis 2022, il dirige un bataillon de volontaires des Forces armées ukrainiennes « Solidarité », dont la base est composée de Géorgiens.
Depuis 2016, il se concentre sur le développement des institutions humanitaires et religieuses du Dnipro.

### Coopération avec la communauté juive
Depuis les années 2000, il s'implique dans l'établissement d'un dialogue entre les chrétiens orthodoxes et la communauté juive de Dnipro, aux côtés du rabbin Shmuel Kamenetzky. En conséquence, en 2017, une réunion publique du chef des chrétiens orthodoxes ukrainiens, le patriarche Filaret (Denysenko), et des membres actifs des organisations juives d'Ukraine a eu lieu au centre « Menorah ». Il a également investi directement des fonds dans les programmes sociaux de la communauté juive du centre "Menorah", en restaurant le bâtiment de la synagogue historique Levi-Yitzhak Schneerson - il y a une pension pour garçons,,,,,,.
En l'honneur de la compréhension des Ukrainiens et des Juifs, au nom de la famille Petrovskyi, le Centre juif « Menorah » de Dnipro a reçu la plus grande menorah en argent du monde, qui est devenue une relique de toute la communauté de Dnipro.

### Développement des institutions diasporiques arméniennes
Dans la ville de Dnipro, se trouve l’une des plus grandes diasporas arméniennes d’Ukraine, qui a commencé à construire sa propre église en 2003. Cependant, une école du dimanche n'a été construite qu'au début de 2010 aux frais d'Oleksandr Petrovskyi, dont la mère du père est une Arménienne de Tbilissi. En 2016, des travaux actifs ont commencé pour la construction du temple lui-même, consacré le 17 mars 2018 par le chef de l'Église apostolique arménienne Garegin II. Les auteurs du temple sont de célèbres architectes arméniens - Varuzhan Hayrapetyan, Khachik Danielyan et Samvel Makyan.
Selon Petrovskyi, au printemps 2018, des consultations actives entre Kiev et Constantinople concernant la fourniture du Tomos à l'Église ukrainienne, auxquelles il a participé, cependant, les services spéciaux de Moscou ont tout fait pour empêcher tout contact international de l'Église ukrainienne, pour montrer qu'il est en plein isolement canonique. En particulier, affirme Petrovskyi, la visite du patriarche arménien, préparée malgré les relations tendues entre l'Ukraine et l'Arménie et l'intervention des services spéciaux de la fédération de Russie, est devenue une véritable surprise diplomatique et la preuve qu'en réalité un tel isolement n'existe pas. et le soutien de l'Église arménienne - l'une des plus anciennes églises chrétiennes - a également contribué au fait que l'Ukraine a effectivement accueilli Tomos début 2019.
Les efforts du président de la fondation « Solidarité » dans la construction du temple et l'organisation de la visite en mars 2018 ont été soulignés par Garegin II. Petrovskyi a reçu l'Ordre des Saints Saak et Mesrop, qui est l'une des plus hautes distinctions de l'Église apostolique arménienne.

### Soutien à l'Église orthodoxe d'Ukraine
Depuis la fin des années 1990, Petrovskyi soutient et parraine activement les projets de l'Église orthodoxe autocéphale. En particulier, aux dépens d'Oleksandr Petrovskyi, les complexes de temples de la Nativité de la Bienheureuse Vierge Marie, l'icône de la Mère de Dieu "Joie inattendue", le monastère des femmes de l'Annonciation ont été construits à Dnipro et le bâtiment historique du diocésain L'administration de l'éparchie Sicheslav de l'Église orthodoxe ukrainienne a été rétablie. En 2016, le premier congrès des aumôniers militaires des forces armées ukrainiennes s'est tenu à Dnipro sur la base de la fondation « Solidarité », qui a établi des formes modernes d'aumônerie d'État.

### Obtention du Tomos sur l'autocéphalie de l'Église orthodoxe d'Ukraine
L’invasion de l’Ukraine par la Russie en 2014 a provoqué non seulement une crise humanitaire, mais aussi une crise ecclésiastique aiguë liée à la reconnaissance internationale du statut des Églises orthodoxes en Ukraine. Oleksandr Petrovskyi, s'appuyant sur son expérience dans l'organisation de dialogues interconfessionnels, a participé à la préparation de documents historiques et à des campagnes diplomatiques pour obtenir le soi-disant Tomos sur l'autocéphalie de l'Église orthodoxe d'Ukraine. Parallèlement, il a participé à l'organisation du Conseil d'unification de l'Église orthodoxe le 15 décembre 2018, dont la tenue était une condition pour l'obtention du Tomos du patriarcat œcuménique. La reconnaissance du rôle de Petrovskyi dans les négociations inter-ecclésiales a été son invitation par le patriarche œcuménique à la loge des invités d'honneur lors de la cérémonie de remise du Tomos d'autocéphalie (6 janvier 2019). La cérémonie a eu lieu dans l'église patriarcale Saint-Georges de Constantinople en présence d'hommes d'État ukrainiens et d'archontes du patriarcat œcuménique,.

### Soutien à l'industrie cinématographique
Depuis 2018, la fondation internationale Oleksandr Petrovskyi « Solidarité » soutient systématiquement le cinéma national : à la Mostra de Venise, le film Valentin Vasyanovych "Atlantis" (il y a un article français pour hyperlien), soutenu par la Fondation.
En 2019, un soutien a été reçu pour la production du film Taras Tomenko "House Word", dédié au Shot Revival et à la vulgarisation des connaissances sur le crime communiste de l'Holodomor. La Fondation a soutenu l'équipe du film en participant au Festival du film de Varsovie 2020 (il existe un article en français) et au Festival du film de Londres I Will Tell You-2022.

## Entreprise
En 2018, il a fondé le fonds d'investissement Capilano avec un capital social de 135 millions d'UAH.
Les activités de Petrovskyi comprennent également le groupe de sociétés Delmar ayant des bureaux à Dnipro, Kiev et Munich, qui s'occupe de l'immobilier.
En 2021, Petrovskyi a acquis 50 % de la centrale thermique de Kramatorsk.
En avril 2021, le directeur du Musée national du génocide de l'Holodomor a signé un mémorandum avec Oleksandr Petrovskyi sur le cofinancement de la première réexposition à grande échelle de la Salle de la Mémoire, qui comprenait des options technologiques multimédias uniques.

## Famille
Oleksandr Petrovskyi est le fils d'Oksana Ivanovna Petrovska, artiste dramatique et directrice de théâtre ukrainienne, artiste émérite d'Ukraine, directrice artistique du Théâtre académique musical et dramatique de Dnipro nommé d'après Shevchenko,.

## Prix
- Ordre des Saints Saak et Mesrop de l'Église apostolique arménienne (mars 2018)
- Croix Ivan Mazepa (24 août 2017), reçue pour sa contribution personnelle significative à la construction de l'État, au développement socio-économique, scientifique, technique, culturel et éducatif de l'Ukraine, ses réalisations professionnelles importantes et son grand professionnalisme (en tant que représentant de l'organisation bénévole "Cœurs de Cyborgs", prix du président de l'Ukraine)[17]
- Ordre du Prince Volodymyr 1 er. (2018, décerné personnellement par le patriarche Filaret)
- L'ordre du Prophète Élie du patriarche de l'Église orthodoxe ukrainienne du patriarcat de Kiev Philaret (novembre 2015), décerné à Petrovsky comme l'un des principaux patrons de l'Église orthodoxe ukrainienne du patriarcat de Kiev